# Nietulisko Duże
Nietulisko Duże (dawn. Nietulisko Wielkie) – wieś w Polsce, położona w województwie świętokrzyskim, w powiecie ostrowieckim, w gminie Kunów.
Było wsią biskupstwa krakowskiego w województwie sandomierskim w ostatniej ćwierci XVI wieku. Do 1870 istniała gmina Nietulisko. W latach 1975–1998 miejscowość położona była w województwie kieleckim.

## Toponimia
Nazwa Nietulisko, używana na określenie osady leżącej w widłach rzeki Kamiennej pochodzi zapewne od miejsca w którym „nie można się utulić” a więc zaznać spokoju wewnętrznego. Ma to bezpośredni związek z odkryciem nieopodal Nietuliska Dużego cmentarzyska z okresu kultury grobów kloszowych.
W XIX wieku wieś posiadała alternatywne nazwy: Mietelicko Duże, Mietelisko Duże, Mietulisko Duże

## Położenie
Wieś leży w północno-wschodniej części Województwa świętokrzyskiego, na Wyżynie Kieleckiej w widłach rzeki Kamiennej i jej dopływu Świśliny. Od strony Kamiennej wieś otoczona jest pozostałością Puszczy Iłżeckiej.
Przez Nietulisko Duże przebiega droga krajowa nr 9 (E371), a także  niebieski szlak turystyczny z Łysej Góry do Pętkowic. W Nietulisku Dużym rozpoczyna się  czarny szlak turystyczny do Nietuliska Fabrycznego

## Części wsi
| SIMC    | Nazwa                | Rodzaj    |
| ------- | -------------------- | --------- |
| 0247315 | Nietulisko Fabryczne | część wsi |
| 0247321 | Nietulisko Górne     | część wsi |
| 0247338 | Resztówka            | część wsi |

## Środowisko naturalne
Ukształtowanie terenu i geologia
Obszar Nietuliska Dużego to mezozoiczna odsłona Gór Świętokrzyskich, na tym odcinku reprezentowana głównie przez skały osadowe triasu. Występuje tutaj bogate urzeźbienie terenu, różnorodność gleb, oraz stosunkowo duże zalesienie
Fauna i flora
Nietulisko Duże geobotanicznie należy do Okręgu Sandomiersko - Opatowskiego Krainy Miechowsko - Sandomierskiej (obszar prawobrzeżny). Tutejsza biocenoza charakteryzuje się wstępowaniem lasu mieszanego (nazywany przez miejscową ludność „Gajem”), zarośla i łąki nadrzeczne. Spośród roślin chronionych występuje tutaj: bluszcz pospolity, przylaszczka, pierwiosnek wyniosły, oraz żerujący na korzeniach leszczyn łuskiewnik różowy.
Ssaki reprezentowane są przez: lisy, dziki, bobry. Gady przez: zaskrońce i żmiję zygzakowatą. Płazy przez typowe dla tych terenów różne gatunki żab i ropuch, zaś ryby przez: płocie, liny, pstrągi.

## Historia
Początkowo wieś nazywana była Mietelicko oraz Mietulisko.
Już w roku 1368 wieś stanowi własność biskupów krakowskich. W roku 1428 w sądzie ziemskim w Sandomierzu dochodzi do rozprawy sądowej o wieś Nietulisko pomiędzy Zbigniewem Oleśnickim – biskupem krakowskim, a Krzysztofem – biskupem lubuskim. W roku 1578 zanotowano we wsi 16 mieszkańców. Od XVI wieku w miejscowych kamieniołomach rozpoczęto wydobycie kamienia. Uchwałą Sejmu Czteroletniego w lipcu 1789 Nietulisko Duże przeszło na skarb państwa. Wydzierżawiane należało do Ekonomii Kunów. W roku 1848 sołtys Nietuliska odkrył na pobliskiej górce cmentarzysko wczesnosłowiańskie, które następnie opisał F.M. Sobieszczański.
Do bardziej zasłużonych sołtysów należeli Wawrzyniec Śmigas i Franciszek Fornalski (1840-1895), syn Józefa.
W roku 1816 decyzją Stanisława Staszica następuje rozbudowa fabryk żelaznych w Królestwie Polskim. Do roku 1833 nastąpił rozwój Nietuliska, wykonano szereg robót na rzece Kamiennej. Prace zlecił książę Franciszek Ksawery Drucki Lubecki. W tym okresie fabryka wraz z okolicznymi zabudowaniami stała się nieformalnie osobną wsią (Nietulisko Fabryczne).
Po upadku powstania listopadowego porzucono zamiar przygotowania rzeki Kamiennej do spływu towarów do Wisły. Majątek fabryczny przejął wówczas Bank Polski. Wtedy też fabryka zaczęła się rozwijać. Na wystawie w Paryżu w 1846 r. otrzymała nagrodę.
W roku 1846 przy zbiegu rzek Kamiennej i Świśliny została ukończona budowa walcowni sztabowej. Wodę do fabryki doprowadzała sieć kanałów. W oddzielnej kotłowni ustawione były koła wodne o sile 60 koni mechanicznych. Napędzały 40 par walców, nożyce i tokarnię. Walcownia w Nietulisku należała do rządowego okręgu wschodniego (Staropolski Okręg Przemysłowy).
Po śmierci księcia Druckiego Lubeckiego władze rosyjskie utrudniały dalszy rozwój fabryki. Ostatecznie powódź w roku 1903 zniszczyła zakłady fabryczne w Nietulisku.

## Zabytki

### Ruiny XIX-wiecznej walcowni profili drobnych i blach grubych

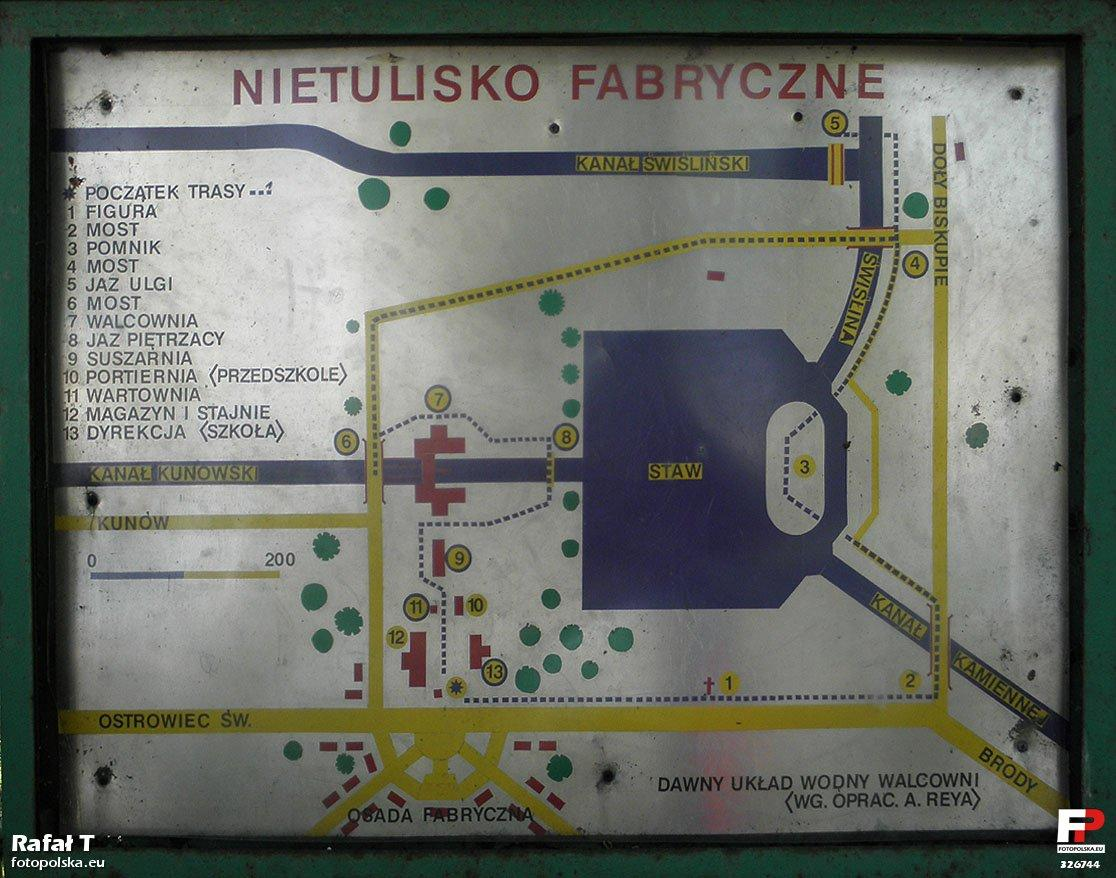
Tablica z planem zakładu

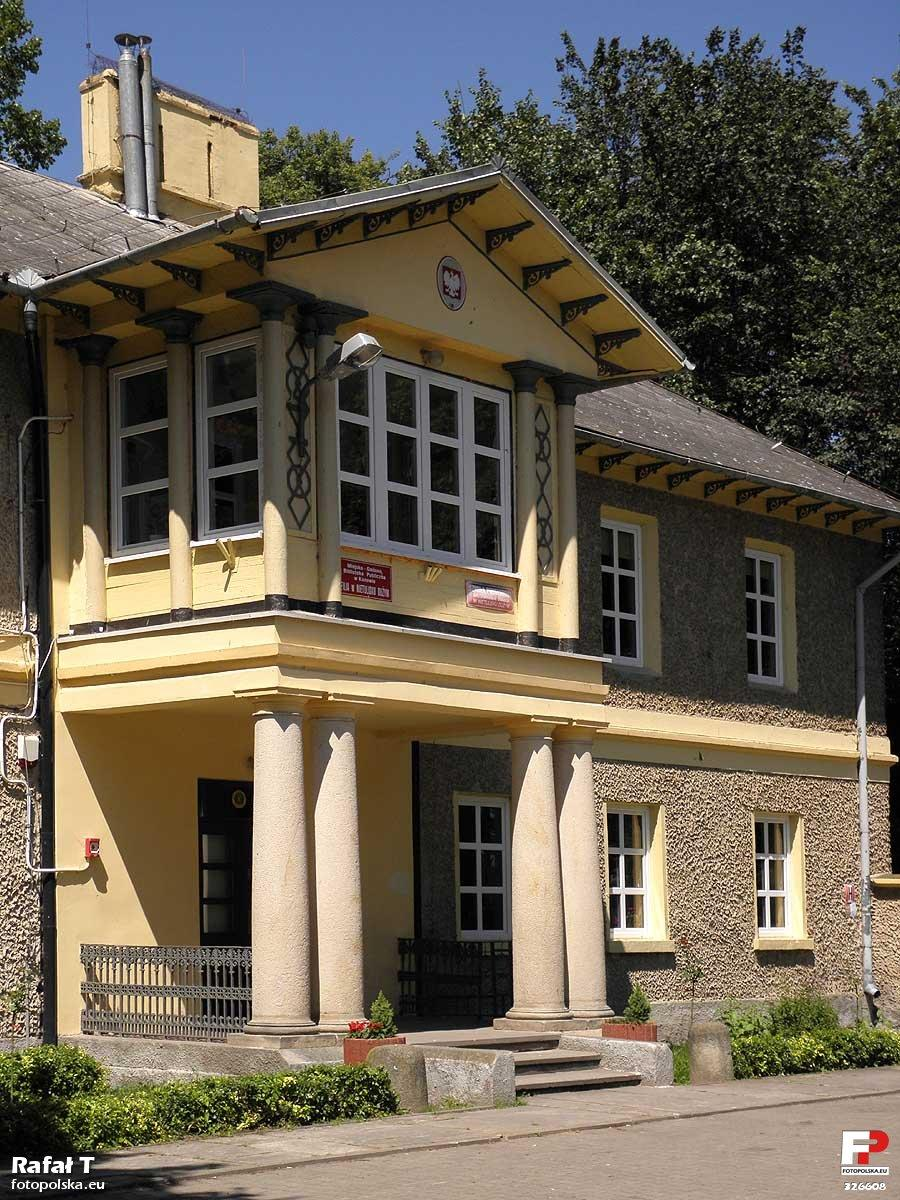
Budynek dawnej dyrekcji walcowni, obecnie siedziba szkoły podstawowej i filia biblioteki w Kunowie. (stan na 2012 r.)

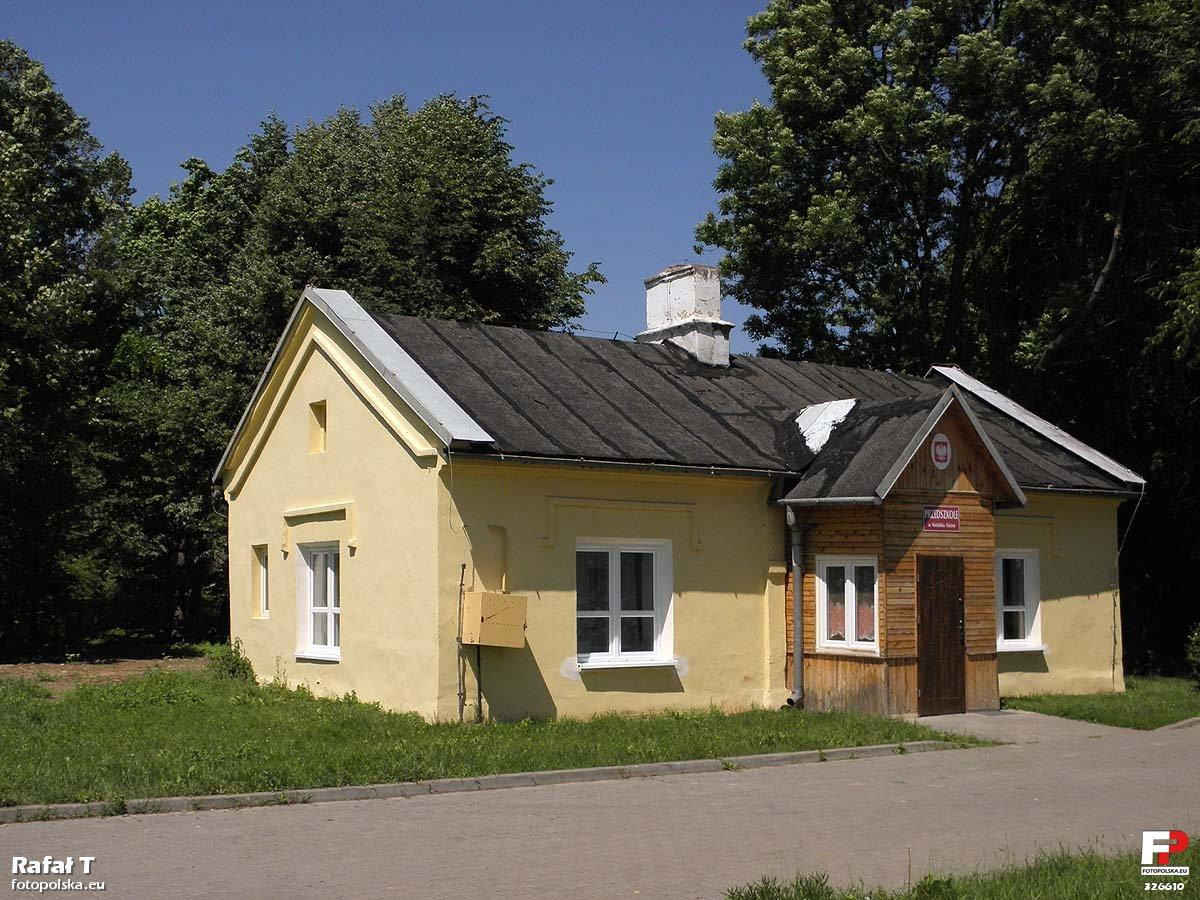
Budynek dawnej portierni, obecnie mieści się tu przedszkole. (stan na 2012 r.)

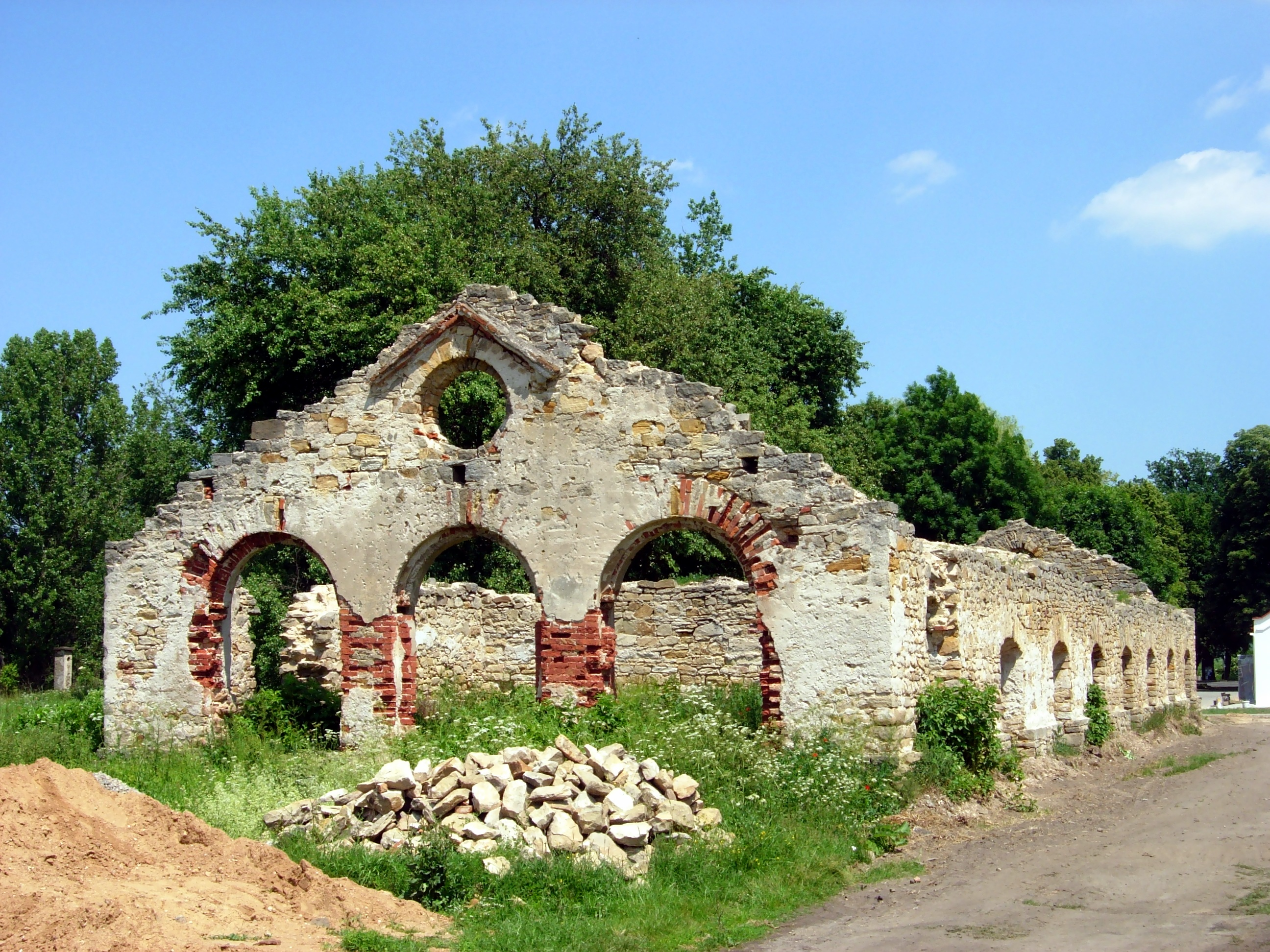
Ruiny walcowni z pierwszej połowy XIX wieku w Nietulisku Dużym (stan na 2006 r.)

Zakład walcowni powstał w latach 1834 – 46 w ramach działalności inwestycyjnej Banku Polskiego i projektu Karola Knake. Pierwsze urządzenia hydrotechniczne zaczęto wznosić od 1824 roku. Oprócz zakładu przewidziano także starannie rozplanowane osiedle przemysłowe.
Na osi podłużnej zwanej produkcyjną umiejscowiono zbiornik wodny, kanał i budynek walcowni. Na osi poprzecznej, nazwanej komunikacyjną wzniesiono zabudowania fabryczne i osiedle mieszkaniowe (dziś oddzielone drogą Ostrowiec – Starachowice). Na zabudowania fabryczne składały się: suszarnia na planie prostokąta, dwa budynki kontrolne, stajnia mała, oraz budynek dyrekcji (obecnie szkoła), oraz budynek magazynu wyrobów.
Samą walcownię początkowo stanowiły 2 koła wodne i turbina Girarda o łącznej mocy 100 KM, 2 walcownie blach, oraz 8 pieców.
Osiedle mieszkaniowe wybudowano na placu zamkniętym wielobocznie z rozchodzącymi się od niego promieniście uliczkami. Łącznie osiedle liczyło 36 domów robotniczych. 4 domy majstrów, 1 dla urzędników, oraz budynek koszar robotniczych. Domy były zbudowane z kamienia, parterowe, kryte dachem dwuspadowym. Z pierwotnego układu osiedla zachowało się 4 domy.
Walcownia wyposażona była w dwa ciągi walcarek (40 par walców różnych wymiarów), nożyce do cięcia blach, tokarnię i piece grzewcze. Urządzenia napędzano za pomocą jednej z pierwszych zainstalowanych w Królestwie Polskim turbin wodnych i wielkiego śródbiernego koła wodnego.
Zakład początkowo zatrudniał 150 pracowników i wyrabiał do 120 tys. Centarów (ok. 4800 ton) żelaza walcowanego rocznie. W ciągu XIX wieku zakład był modernizowany, m.in. w 1890 roku zainstalowano lokomobil, a od 1885 roku pracowały już trzy turbiny. Dzięki modernizacją zakład był w stanie wytworzyć 350 tys. Pudów (ok. 5740 ton) wyrobów rocznie.
Upadek zakładu nastąpił po powodzi w 1903 roku, która zniszczyła zalew w Brodach odcinając zasilanie rzeki Kamiennej. Oficjalnie zakład zamknięto w 1905 roku. Walcownia wchodziła w skład tzw. kombinatu metalurgicznego rzeki Kamiennej i była końcowym ogniwem jego produkcji. Zachowały się mury budynków produkcyjnych z arkadowymi sklepieniami, urządzenia wodne z przepustami oraz most.
Zespół urbanistyczno-przemysłowy Nietuliska Fabrycznego został wpisany do rejestru zabytków nieruchomych (nr rej.: 436 z 21.06.1967, 318 z 1.12.1956).
Dziś walcownia żelaza w Nietulisku Dużym jest zabytkiem techniki, w stanie trwałej ruiny. Szczególną wartość posiada kompletnie zachowany historyczny układ wodny. W 2023 roku Gmina Kunów rozpoczęła starania celem utworzenia na terenie walcowni żelaza w Nietulisku muzeum na świeżym powietrzu.
- Pozostałości grodziska wczesnosłowiańskiego i cmentarzyska odkrytego w 1848

## Ludzie związani z Nietuliskiem Dużym
- Jerzy Barański – poseł i senator II RP urodzony w Nietulisku
- Maciej Bayer – inżynier pracujący w Kunowie i fabryce w Nietulisku
- Adam Bugajski (1922–1996) – polski lekarz i polityk.
- Franciszek Fornalski (1781–1863) – żołnierz napoleoński odznaczony Legią Honorową i Virtuti Militari
- Józef Fornalski (1811–1894) – syn Franciszka, urzędnik Górnictwa Rządowego, pracownik zakładów nietuliskich, hutmistrz Zakładów Żelaznych
- Stanisław Gepner (ur. 26 maja 1889, zm. 26 listopada 1965 w Warszawie) – major kawalerii Wojska Polskiego, muzealnik, malarz, rysownik, znawca historycznego umundurowania i uzbrojenia.
- Karol Knake (ur. 1804) – budowniczy, inżynier, architekt, autor projektu wielkiego zespołu przemysłowego (zespół fabryczno-osadniczy) w Nietulisku Dużym (zakład, osiedle, most i urządzenia hydrotechniczne) zbudowanego w latach 1834−1846, nadzorca budowy tężni solankowych w Ciechocinku i innych.
- Antoni Adam Piotrowski (1853–1924) – malarz, przedstawiciel tzw. szkoły monachijskiej.
- Henryk Połowniak – żołnierz Gwardii Ludowej, dowódca brygady Armii Ludowej, pułkownik Wojska Polskiego